# Happy Traum
Harry Peter Traum, dit Happy Traum, est un guitariste folk américain né dans le Bronx à New York le 9 mai 1938 et mort le 17 juillet 2024.

## Carrière
Happy Traum a commencé à jouer de la guitare à 5 cordes et du banjo dès l'adolescence, et fit partie de la scène folk du Greenwich Village. En soliste ou au sein de différents groupes, il n'a cessé depuis cette époque de faire le tour du monde : Canada, Europe, Australie, Japon...). Il apparut pour la première fois lors d'une session historique de 1963 qui comprenait Bob Dylan, Phil Ochs, Pete Seeger, Peter LaFarge dans les studios Folkways Records pour l'album Broadside, Vol.1.. Dans cet album, Happy et son groupe, The New World Singers, sont les premiers artistes de l'histoire de la musique à avoir enregistré la chanson de Bob Dylan Blowin' in the Wind.
On le retrouve également dans la chanson Let Me Die In My Footsteps (en), et au sein de The New World Singers (avec les guitaristes Bob Cohen et Gil Turner, un ami de Pete Seeger). En 1965, il sortit Fingerpicking Styles for Guitar, premier d'une longue série de manuels d'introduction de jeu de guitare. Il a également écrit dans le magazine folk Sing Out! à partir de 1967 (jusqu'à en devenir l'éditeur officiel pendant trois ans). On le vit écrire des chroniques et articles instructionels pour Rolling Stone, Acoustic Guitar (en), Guitar Player (en), etc. La même année, son épouse et lui déménagèrent vers Woodstock, où il créa un duo avec son frère Artie, et Homespun Tapes, label musical, avec son épouse. Leurs concerts lors du festival de folk de Newport leur permit de trouver un manager, Albert Grossman, avec lequel ils signèrent un contrat. En 1970, Happy et Artie ont enregistré leur premier album pour Capitol Records, intitulé Happy and Artie Traum, suivi par un second, Double Back.
En 1971, Happy rejoignit Bob Dylan en studio. Il chante parmi les chœurs sur trois chansons, jouant de la guitare, du banjo et de la basse. Dylan invita également Happy à participer aux sessions de l'album Holy Soul Jelly Roll avec Allen Ginsberg. Happy et Artie firent une tournée extensive à travers les États-Unis, puis gagnèrent le Royaume-Uni pour participer au Cambridge Folk Festival de 1972. L'année suivante, les deux frères ont produit Mud Acres, Music Among Friends, album folk classique de Rounder Records. En 1974 paraît Hard Times in the Country, dont le livret de notes est rédigé par Allen Ginsberg. Avant de repartir en tournée, ils produisirent trois albums supplémentaires sous le pseudonyme de Woodstock Mountains Revue : autre prétexte à une tournée à travers le monde. Le groupe comprenait entre autres Happy & Artie Traum, John Sebastian, Rory Block, Paul Butterfield, Eric Kaz, Maria Muldaur.
(d'après Ouest-France du 6 août 2022) « À la programmation du premier Festival pop celtic de Kertalg, (Moelan sur Mer Finistère) fixé au 13 août 1972. il y avait un américain venu 3 jours avant en petit camion ! Il s'était présenté comme porter le nom de Happy Traum ! Sa prestation d'essai fut concluante et il fut engagé dans ce premier festival celte !  <<. un festival similaire, mais ici en Bretagne et consacré aux musiques celtiques (ouest-france.fr)>> Le creuset des grands rassemblements musicaux. Kertalg, un festival précurseur (ouest-france.fr) 
Relax Your Mind, premier album de Happy », sort en 1975 ; American Stranger en 1977 ; Bright Morning Stars en 1980 ; Friends And Neighbors en 1983. Shanachie Records sortit la compilation Buckets of Songs en 1988. Bien que leur carrière musicale finissent par diverger, Happy et Artie continuent à se représenter (en concert, clubs et festivals).
En 1991, Happy Traum fait partie des chanteurs invités au 65e anniversaire de Derroll Adams, fêté à Courtrai : il y chante entre autres Jackhammer Blues, une reprise de Woody Guthrie. Il collabore pendant quatre années avec son frère à un programme radio en direct : Bring It On Home. En 1994, Happy Traum et Artie Traum sortent Test of Time.

## Discographie
- 1975, Relax Your Mind, Kicking Mule Records KM110 (LP)[7]
- 1977, American Stranger, Kicking Mule Records KM301 (LP)[7]
- 1987, Buckets of Songs, Shanachie (CD)
- 2005, I Walk The Road Again, Roaring Stream Records (CD)[8]